# Esteban de Gamarra

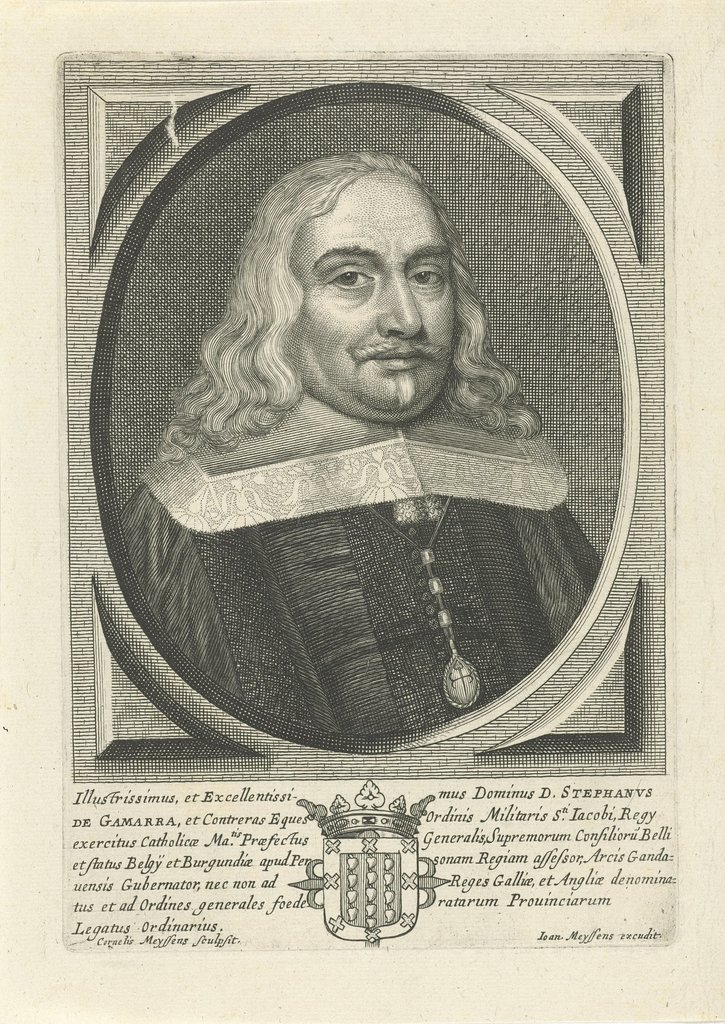
Esteban de Gamarra Contreras, aguafuerte de Cornelis Meyssens editado por Joannes Meyssens. Ámsterdam, Rijksmuseum.

Esteban de Gamarra Contreras (Bruselas, 1593-La Haya, 10 de agosto de 1671) fue un militar y diplomático español, embajador extraordinario ante la reina Cristina de Suecia en 1652 y embajador permanente en La Haya desde 1654 hasta su muerte.

## Biografía
Hijo de Juan de Contreras y Gamarra, comisario general de la Caballería de los Países Bajos, y de Adriana de la Torre, pasó toda su vida fuera de España. Estudió en Cremona, tras ser nombrado su padre gobernador de la ciudad, y más adelante en la Universidad de Pavía. Emprendió en Italia la carrera militar en 1617, a la muerte de su padre, y en 1621 marchó a Flandes al frente de una compañía de infantería. Participó en el asedio y toma de Breda. Caballero de la Orden de Santiago, gentilhombre de boca del cardenal-infante en 1635, prosiguió la carrera militar en los Países Bajos al frente de un tercio de infantería y desde 1646 como general de la artillería en la frontera con Francia, de donde pasó en 1651 a dirigir la caballería en la frontera con Holanda. Un año más tarde inició la carrera diplomática, como enviado especial ante Cristina de Suecia.
Gobernador militar y castellano de Gante, en 1654 pasó a ocupar la embajada permanente en La Haya en sustitución de Antoine de Brun, que había sido embajador plenipotenciario en la firma del tratado de Münster y primer embajador de España en la República de las Provincias Unidas tras el efectivo reconocimiento de su independencia. 
La principal misión de Gamarra al frente de la embajada en La Haya iba a consistir en buscar el entendimiento con los Estados Generales con el objetivo de invertir las alianzas y propiciar un acuerdo con los antiguos enemigos ante la amenaza que para ambas naciones representaba la creciente hegemonía francesa. En segundo lugar, como potencia marítima, la colaboración de Holanda resultaba fundamental para asegurar el comercio de España con América, y la construcción y reparación de barcos españoles en los puertos holandeses constituyó otra de las preocupaciones de Gamarra, que en 1657 fue designado consejero de Guerra en el Consejo de Flandes con el apoyo de su presidente, Pablo Spinola, marqués de los Balbases, con quien Gamarra mantenía frecuente correspondencia dada la vital importancia de su embajada para asegurar la conservación de lo que quedaba de los Países Bajos en poder de España.
Al ser destituido el barón de Watteville como embajador español en Londres a causa del incidente con el embajador de Francia en 1661 por una cuestión de precedencias, que estuvo a punto de provocar una nueva guerra con Luis XIV, se pensó en Gamarra para ocupar la embajada provisionalmente, aprovechando su experiencia diplomática para dar satisfacción a Francia y evitar el conflicto, aunque finalmente y por circunstancias diversas no llegara a desplazarse a Inglaterra.
La misión diplomática de Gamarra continuó girando en torno a los dos ejes señalados a la muerte de Felipe IV. La guerra anglo-holandesa de 1664 había facilitado el estrechamiento de los lazos entre España y las Provincias Unidas, cuando la armada holandesa del vicealmirante Ruyter dio protección a la flota de la plata procedente de América con destino al puerto de Cádiz, pero el inmediato acercamiento de posturas entre holandeses e ingleses iba a dar nuevos motivos de preocupación a Gamarra por el embargo y demora en la entrega de los barcos que la armada holandesa construía para España. En octubre de 1667 recibió despachos, a la vez que los recibía el conde Molina, embajador en Londres, autorizándoles a tratar con Suecia la firma de un acuerdo ofensivo-defensivo contra Francia. Finalmente, y aunque las anteriores gestiones no diesen el resultado apetecido, la llamada Guerra de Devolución, hizo sentir a Inglaterra, Suecia y Holanda, firmantes de la Triple Alianza, la amenaza francesa, y forzaron a Luis XIV a frenar su avance por los Países Bajos españoles y a pactar la paz con España por medio del Tratado de Aquisgrán, en cuya negociación se consultó también a Gamarra. 
En octubre de 1670 fue designado Manuel Francisco de Lira para sustituirle al frente de la embajada de La Haya, en la que durante tantos años había servido con eficacia, pero la aceptación del nombramiento se demoró hasta mayo de 1671 y Lira no ocupó la embajada de forma efectiva hasta octubre, muerto ya Gamarra en el mes de agosto. Casado con su prima, María de Urquicia, habría tenido seis hijos, pero únicamente una hija, Magdalena, casada con el marqués de Melín, le sobreviviría. En 1657 falleció combatiendo en Valenciennes el único hijo varón del que se tiene noticia, que había seguido la carrera militar.